# 相建海
相建海（1946年5月—），山西永济人，汉族，中华人民共和国政治人物、第十一届全国人民代表大会山东地区代表。
毕业于南开大学、德国康斯坦茨大学动物学专业、水生生物学专业。加入致公党。担任中科院海洋研究所研究员。2008年起担任全国人大代表。